# Pokémon: The First Movie
Pokémon: The First Movie (La Primera Pel·lícula) als Estats Units, coneguda al Japó com Pocket Monsters Mewtwo no Gyakushū (ポケットモンスター ミュウツーの逆襲, Poketto Monsutā Myūtsū no Gyakushū, lit. "Pockes Monsters Mewtwo Contraataca"), és la primera pel·lícula basada en la sèrie d'anime Pokémon. Va ser anomenada Pokemon: La Pel·lícula: Mewtwo vs. Mew a Espanya.
Té una continuació directa anomenada Pokémon: Mewtwo Returns, un especial de televisió on continua amb la història del Pokémon #150 després del fets de Mewtwo versus Mew (la seva confrontació amb Mew). Cronològicament situada abans d'arribar a la Lliga de Kanto, la protagonitza Ash Ketchum, tot i que la pel·lícula és veritable personatge girada a ella és el Pokémon #150, Mewtwo, el principal antagonista.

## Argument de Mewtwo Strikes Back
Cronològicament, la pel·lícula està situada abans de l'arribada d'Ash Ketchum al Gimnàs de Ciutat Viridian (Ciutat Verda) per a aconseguir la seva última medalla per a participar en la Lliga Pokémon de la regió Kanto. La principal organització criminal en el món Pokémon, el Team Rocket, dirigida pel seu líder; Giovanni, desitja un Pokémon tan fort com cap per a ser usat com arma militar per a la conquesta del món. Giovanni finança la creació d'un genèticament poderós "super-clon" de l'extremadament rar i poderós Pokémon Mew.

## Actors de veu
| Personatge    | Actor de veu (Japó) |
| ------------- | ------------------- |
| Ash Ketchum   | Rica Matsumoto      |
| Pikachu       | Ikue Ōtani          |
| Misty         | Mayumi Iizuka       |
| Brock         | Yūji Ueda           |
| Togepi        | Satomi Kōrogi       |
| Jessie        | Megumi Hayashibara  |
| James         | Shinichirō Miki     |
| Meowth        | Inuko Inuyama       |
| Giovanni      | Hirotaka Suzuoki    |
| Oficial Jenny | Chinami Nishimura   |
| Infermera Joy | Ayako Shiraishi     |
| Mewtwo        | Masachika Ichimura  |
| Mew           | Kōichi Yamadera     |
| Corey         | Tōru Furuya         |
| Neesha        | Aiko Satou          |
| Fergus        | ?                   |
| Narrador      | Unshō Ishizuka      |

## Producció
Kunihiko Yuyama dirigia la versió japonesa original de la pel·lícula, mentre Choji Yoshikawa servia de productor d'aquella versió i Takeshi Shudo servia d'escriptor. J. Grossfeld, llavors el president de 4Kids, esdevenia com el productor de la pel·lícula de parla anglesa. Grossfeld, Michael Haigney i John Touhey escrivien per l'adaptació anglesa, i Michael Haigney feia de director de parla anglesa i alhora de narrador. Els editors de versió anglesos traduïen diversos texts japonesos, incloent-hi text en senyals i en edificis, a l'anglès. Shogakukan digitalment canviava els fons de l'anglès de la versió EUA.
Grossfeld deia als productors de llengua anglesa que remarcarien la música original, ja que la música americana nova reflectiria millor com respondrien els nens americans." John Loeffler de Rave Music produïda la música de llengua anglesa i componia la música amb Ralph Schuckett. Loeffler col·laborava amb John Lissauer i Manny Corallo per produir les Vacances de la parla anglesa com a resultat final. Grossfeld deia que la versió anglesa de la pel·lícula "combina el sentit visual de la millor animació japonesa amb la sensibilitat musical de cultura pop.